# Gyedu-Blay Ambolley
Gyedu-Blay Ambolley, né en 1947 à Sekondi-Takoradi au Ghana, est un musicien, compositeur et chanteur ghanéen. Inspiré par l'afrobeat, il est le créateur du genre musical « simigwa » une variante du highlife qui est un mélange d'afrobeat, de reggae, de groove, de soca, de jazz et de funk.

## Biographie
Gyedu-Blay Ambolley apprend la musique avec son père en pratiquant la flûte à partir de huit ans. C'est l'écoute de l'émission de radio américaine « Voice of America – Jazz Hour » qui aura une grande importance sur le développement de son goût pour le jazz des grands musiciens américains. La musique des musiciens africains Sammy Lartey et Ebo Taylor complète ses influences musicales.
Multi-instrumentiste (basse, guitare, saxophone, percussions),, Gyedu-Blay Ambolley fait paraître en 1975 son album Simigwa-Do qui établit son style musical, le « simigwa », dérivé de l'historique style ghanéen highlife – dans la lignée d'Ebo Taylor, devenu son mentor, qui produit son premier 45 tours – en y ajoutant une influence revendiquée de James Brown et un phrasé qui préfigure le rap. Ce style évoluera dans les décennies suivantes vers des variantes hip hop pour donner le hiplife,,. Il forme par la suite le groupe Sekondi Band avec lequel il évolue depuis, tout à la fois aux États-Unis et au Ghana, et publie en 45 ans de carrière plus de trente albums.
Gyedu-Blay Ambolley défend par ailleurs l'entraide sociale et le panafricanisme dans la lignée du président Kwame Nkrumah.

## Discographie
- 1975 : Simigwa, Essiebons Records
- 1982 : Ambolley, Wea International
- 1986 : Apple, Sunrise Records
- 1989 : Gyedu-Blay Ambolley, Simigwa Records
- 1989 : « Bend Down Low » Party Time!, Simigwa Records
- 1996 : Son of Ghana, Simigwa Records
- 1997 : The Sekondi Man, Simigwa Records
- 2001 : Afrikan Jaazz: A New Sound in Town, Simigwa Records
- 2015 : Sekunde, Hippo Records
- 2017 : Ketan, Agogo Records
- 2017 : The Simigwahene, Essiebons Records
- 2018 : The Message, Analog Africa

## Prix et distinctions
- Afrikan Music Award à Los Angeles (2002)
- Malcom X Music Festival Award à Los Angeles (2002)
- Lifetime Achievement Award – « The Jazz at Drew » de la Charles R. Drew University of Medicine and Science (en) de Los Angeles (2003)[3]
- Ghana Music Awards (2013)[3]